# Jan Roberts
Jan Roberts, född 9 juni 1939 i Brooklyn i New York, USA, är en amerikansk tidigare fotomodell. Hon var Playboys Playmate of the Month i augusti 1962. Hennes bilder till tidningen togs av Pompeo Posar.

## Karriär
Roberts växte upp i Toledo. Hon var förste bunny som förekom som Playmate i Playboy.